# Kula (Bulgaria)
Kula (in bulgaro Кула?) è un comune bulgaro situato nella regione di Vidin di 5 827 abitanti (dati 2009). La sede comunale è nella località omonima.

## Località
Il comune è formato dall'insieme delle seguenti località:
- Kula (sede comunale)
- Car-Petrovo
- Čičil
- Golemanovo
- Izvor mahala
- Kosta Perčevo
- Poletkovci
- Staropatica
- Topolovec